# SpaceX CRS-23
SpaceX CRS-23, також відома як SpX-23 — двадцять третя місія вантажного космічного корабля Dragon до Міжнародної космічної станції, запуск якої здійснено 29 серпня 2021 року. Це третій запуск ракети-носія компанії SpaceX в рамках другої фази контракту Commercial Resupply Services (2016 року) з компанією НАСА. Повернення на Землю корабля відбулось 1 жовтня 2021 року.

## Корисне навантаження
Dragon доставить на МКС понад 2207 кг корисного навантаження. У тому числі:
- Матеріали для наукових досліджень — 1046 кг,
- обладнання для станції — 338 кг,
- продукти харчування — 480 кг,
- обладнання для роботи у відкритому космосі — 69 кг,
- російське обладнання — 24 кг.

Серед наукового обладнання — робот GITAI S1 Robotic Arm Tech Demo, який буде тестувати компанія GITAI Japan Inc.. Його буде розміщено на шлюзовому модулі «Bishop» з метою проведення численних тестів із цією роботизованою рукою.
Наукове обладання для проведення досліджень:
- NASA Glenn Research Center буде досліджувати:
  - Експеримент з випаровування та конденсації (англ. Flow Boiling and Condensation Experiment (FBCE));
  - Дослідження за програмою SoFIE.
- Програма експериментів зі студентами (англ. Student Spaceflight Experiments Program):
  - Місія 14C — 2 експерименти,
  - Місія 15В — 3 експерименти.
- Космічні дослідження Мальти:
  - Мальта вперше проводить космічні дослідження, які отримали назву «SpaceOMIX». Вони пов'язані із лікуванням діабету.
- OSCAR-QUBE:
  - Прилад розроблено більгійським університетом (англ. Hasselt University) для дослідження магнітного поля.

На борту корабля також 8 малих суптників (CubeSat), які згодом будуть запущені з борту МКС: PR-CuNaR2, Amber IOD-3, Binar-1, CUAVA-1, CAPSat, Maya-3 і Maya-4, SPACE HAUC.

## Хід місії

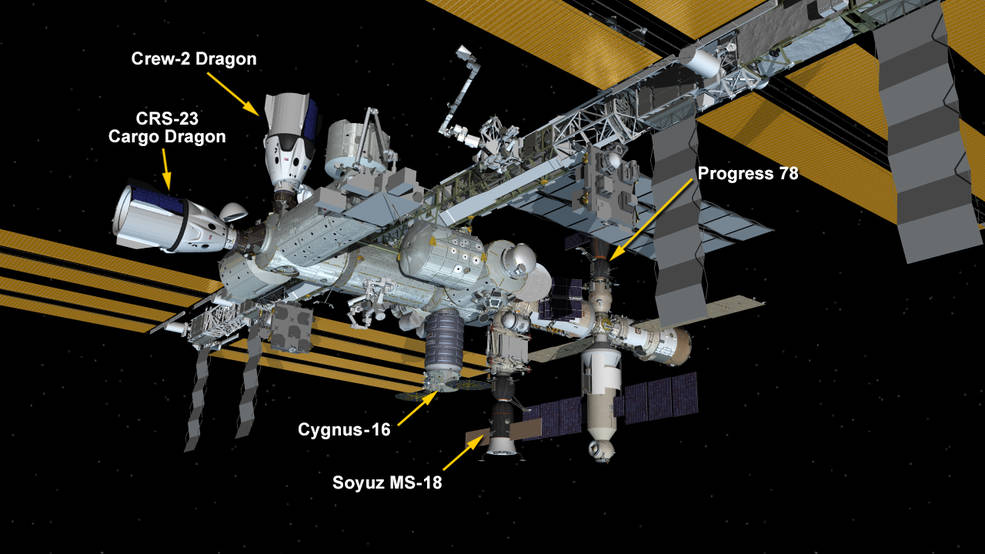
Зображення, що ілюструє розташування SpaceX CRS-23 та інших пристикованих до МКС кораблів станом на 30.08.2021

Запуск здійснено 29 серпня 2021 року о 07:14 (UTC). Після відділення перший ступінь Falcon 9 успішно приземлився на плавучій платформі в Атлантичному океані.
Стикування з МКС вібулось 30 серпня о 14:42 (UTC) в автоматичному режимі під контролем астронавтів НАСА, членів експедиції-65, Шейн Кімбро і Меган Макартур.
30 вересня о 13:12 (UTC) корабель відстикувався від МКС, а 1 жовтня о 02:57 (UTC) успішно приводнився в Атлантичному океані. Він повернув на Землю близько 2900 кг різноманітних результатів наукових експериментів.

## Галерея

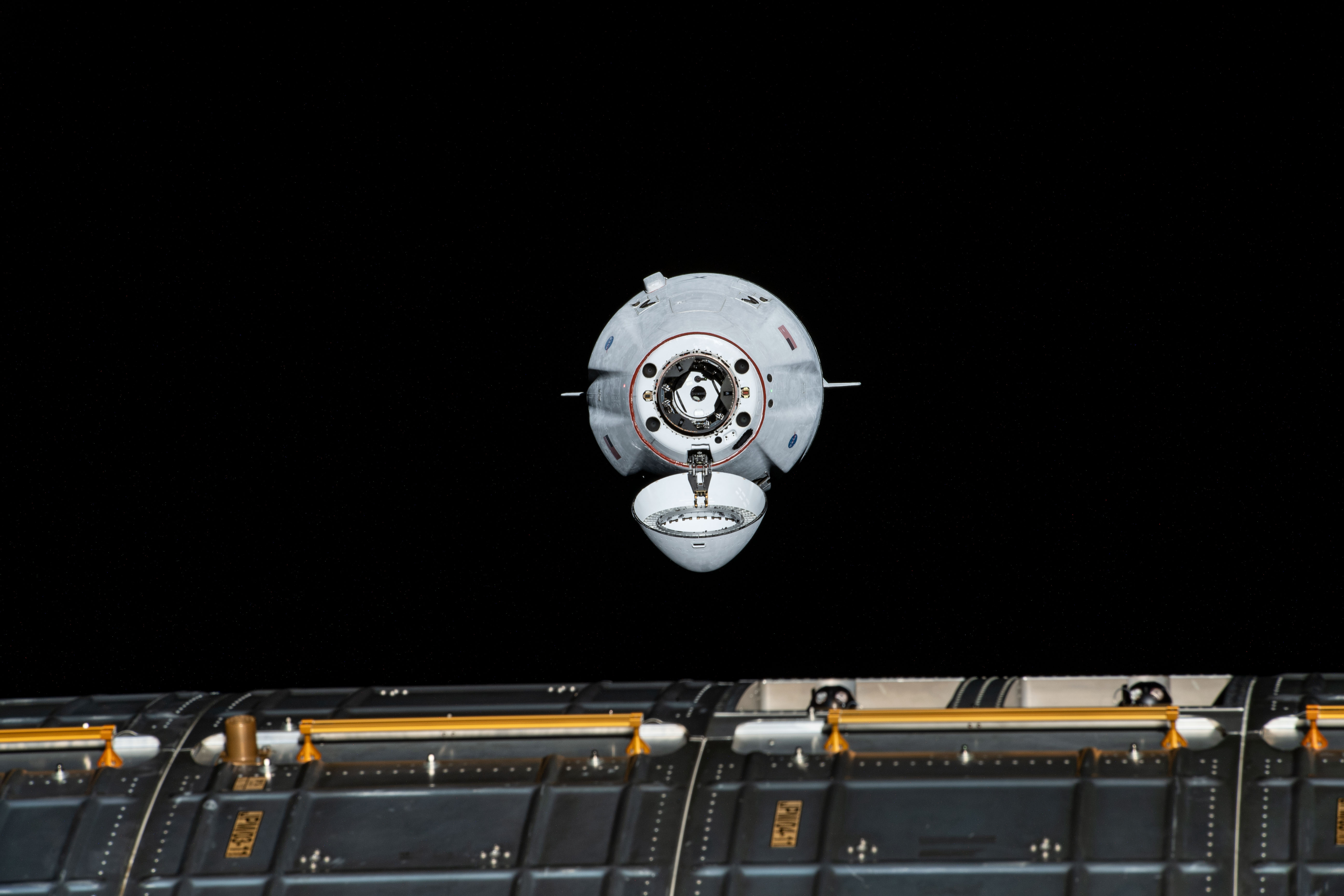
Корабель під час зближення з МКС 30.08.2021